# Chagou (köpinghuvudort i Kina, Liaoning Sheng, lat 40,62, long 122,86)
Chagou (kinesiska: 岔沟) är en köpinghuvudort i Kina. Den ligger i provinsen Liaoning, i den nordöstra delen av landet, omkring 140 kilometer söder om provinshuvudstaden Shenyang. Antalet invånare är 21 615. Befolkningen består av 10 311 kvinnor och 11 304 män. Barn under 15 år utgör 15,0 %, vuxna 15-64 år 72 %, och äldre över 65 år 12,0 %.
Runt Chagou är det tätbefolkat, med 493 invånare per kvadratkilometer. Närmaste större samhälle är Yingluo, 14,0 km väster om Chagou. Omgivningarna runt Chagou är en mosaik av jordbruksmark och naturlig växtlighet.
Genomsnittlig årsnederbörd är 976 millimeter. Den regnigaste månaden är juli, med i genomsnitt 249 mm nederbörd, och den torraste är januari, med 7 mm nederbörd.